# Bitka pri Monmouthu
Bitka pri Monmouthu ali Bitka pri sodišču v Monmouthu je bila bitka ameriške vojne za neodvisnost. Odvila se je 28. junija 1778 v Monmouthu, New Jersey. Britanska vojska se je umaknila, vendar nobena stran ni zmagala. Bitka pri Monmouthu je bila najdaljša bitka med glavno kontinentalno in glavno britansko vojsko.

## Bitka
Štiri dni prej so se srečali voditelji kontinentalne vojske. Nekateri so se želeli boriti proti britanski vojski neposredno, nekateri pa ne. Večina voditeljev se je odločila za manjše bitke in fabijanska strategijo.
General George Washington in general Charles Lee sta vodila celinsko vojsko v Englishtown. Tam je Washington ukazal vojski, naj napade vojsko britanskega generala sira Henryja Clintona. Med bitko je Lee ukazal svojim kontinentalnim četam, naj se umaknejo. Washington se je razjezil in ukazal Leeju in "Noremu" Anthonyju Waynu naj upočasnita Britance, medtem ko je on sam, torej Washington osebno, prevzel poveljstvo. Kontinentalna vojska je branila svoj položaj, medtem ko so Britanci napadali ves dan. Tisto noč so Britanci odšli v temi.
V bitki je bilo udeleženih približno 10.000 kontinentalnih vojakov in približno 11.000 britanskih vojakov. Ubitih ali ranjenih je bilo približno 100 britanskih vojakov in približno 150 kontinentalnih vojakov.
Zaradi vročinske kapi je padlo v nezavest ali umrlo približno 100 ljudi. Tudi konj Georgea Washingtona je umrl zaradi vročinske kapi.
28. junij je bil zelo vroč dan. Mary Ludwig Hayes je med bitko večkrat prinesla vodo svojemu možu in drugim topničarjem. Enkrat je prinesla vodo in ugotovila, da je bil njen mož ustreljen in ranjen. Prevzela je njegovo delo strelca topa. Ljudje so ji dali vzdevek "Molly Pitcher. Morda je bilo v resničnem življenju več žensk, ki so dobile ime "Molly Pitcher".
V tej bitki sta se borila tudi Nathanael Greene in Marquis de Lafayette.

## Orožje
Obe vojski sta imeli muškete. Škotski višavci v britanski vojski so imeli tudi široke meče. Britanski in nemški vojaki so imeli bajonete, dolga rezila, pritrjena na konce mušket. Kontinentalna vojska je prav tako poskušala dobiti bajonete. Nekateri vojaki iz Virginije so imeli dologcevne puške.
To je bilo prvič, da je celinska vojska uporabila taktiko in usposabljanje, ki se ga je naučila v Valley Forge od takratnega vršilca dolžnosti generalnega inšpektorja Friedricha Wilhelma von Steubena.

## Izid
General Lee je za svoja dejanja v tej bitki zahteval vojaško sodišče. Obsojen je bil na enoletni suspenz.
Po bitki pri Monmouthu se je vojna preselila na jug ZDA.
- Leejev napad na britansko zaledno gardo
- Ameriška akcija zaščitnice
- Britanski umik in ameriški napadi. 1. grenadirski bataljon je ostal zadaj med splošnim umikom in ga je ujela Waynova pensilvanijska brigada, ko se je premikala proti jugu, da bi se povezala s 4. brigado (ni prikazana). 33. polk 4. brigade je priskočil na pomoč in skupaj so prisilili Pensilvance k umiku, dokler Greenovo topništvo na Combs Hillu ni prisililo Britancev k umiku.[5]